# دیوید برک (بازیکن فوتبال انگلیسی)
دیوید برک (انگلیسی: David Burke؛ زادهٔ ۶ اوت ۱۹۶۰) بازیکن فوتبال اهل بریتانیا است.
از باشگاه‌هایی که در آن بازی کرده‌است می‌توان به باشگاه فوتبال هادرزفیلد تاون، باشگاه فوتبال کریستال پالاس، باشگاه فوتبال بولتون واندررز، و باشگاه فوتبال بلکپول اشاره کرد.